# Philippe Lifchitz
Pour les articles homonymes, voir Lifshitz.
Pour les articles homonymes, voir Lifchitz.
Philippe Lifchitz, né le 25 mars 1919 à Paris et mort le 6 mars 2012 à Ivry-sur-Seine, est un producteur de cinéma et un réalisateur français.

## Biographie
Philippe Lifchitz a fondé, avec Anatole Dauman - qu'il accompagne jusqu'en 1970 -, la société de production Argos Films, et a réalisé trois courts métrages avant de travailler pour la télévision.
« Philippe Lifchitz est surtout connu comme producteur. C'est en cette qualité qu'il préside avec Anatole Dauman aux destinées d'Argos Films, société qui s'est rendue célèbre par la qualité des courts métrages qu'elle produit. »

## Filmographie
Réalisateur
- 1959 : Images des mondes perdus
- 1960 : X.Y.Z.
- 1964 : La Prima Donna
- 1970 : Itinéraire du hussard (TV), documentaire réalisé en 1968 sur Jean Giono et son Hussard sur le toit

Producteur
- 1954 : Nuit et Brouillard d'Alain Resnais
- 1956 : Paris la nuit de Jacques Baratier et Jean Valère
- 1958 : La Première Nuit de Georges Franju
- 1958 : La Joconde : Histoire d'une obsession d'Henri Gruel
- 1961 : Chronique d'un été de Jean Rouch et Edgar Morin
- 1962 : À Valparaíso de Joris Ivens

Acteur
- 1959 : Les Astronautes de Chris Marker et Walerian Borowczyk

## Récompense
- 1960 : Prix de la critique internationale aux 6èmes Journées internationales du film de court-métrage à Tours